# سن لوئیس (نیومکزیکو)
سن لوئیس (به انگلیسی: San Luis) یک منطقهٔ مسکونی در ایالات متحده آمریکا است که در شهرستان سندووال، نیومکزیکو واقع شده‌است. سن لوئیس ۵۹ نفر جمعیت دارد و ۱٬۹۰۲٫۸۹ متر بالاتر از سطح دریا واقع شده‌است.